# Sara Fernández Roldán
Sara Fernández Roldán (nacida el 5 de diciembre de 1994 en Sevilla, España) es una atleta paralímpica con la selección española que realiza competiciones a nivel nacional e internacional. Asistiendo a Campeonatos de España, Europa, Mundiales y Juegos Paralímpicos. Participa en la categoría T12, categoría que pertenece a la discapacidad visual.

## Biografía
Lleva desde los 9 años de edad entrenando en pistas de atletismo, como el Centro Deportivo San Pablo, en Sevilla. Su primera competición oficial fue el Campeonato de España adaptado en 2004, siguiendo con su trayectoria de entrenos y competiciones hasta el día de hoy.
Siendo su entrenadora desde 2012, Laura Real Cobo, y entrenando en la escuela municipal de atletismo de Tomares, Sevilla.

### Palmarés internacional
- Open Athletics Summer Championsshipd en Vilnius (Lituania), 2009, quedando 1ª en 60m
- Campeonato de Europa en Swansea (Gales), 2014, quedando 3ª en salto de longitud
- Campeonato del Mundo en Doha (Catar), 2015, quedando 3ª en relevos 4x100m
- Campeonato del Mundo en Doha (Catar), 2015, quedando 6ª en salto de longitud
- Campeonato de Europa en Grosseto (Italia), 2016, quedando 3ª en 100m
- Campeonato de Europa en Grosseto (Italia), 2016, quedando 4ª en salto de longitud
- Juegos Paralímpicos en Rio de Janeiro (Brasil), 2016, quedando 8ª en salto de longitud
- Juegos Paralímpicos en Río de Janeiro (Brasil), 2016, quedando 9ª en 100m
- Campeonato del Mundo en Londres (Inglaterra), 2017, quedando 5ª en 100m
- Campeonato del Mundo en Londres (Inglaterra), 2017, quedando 6ª en salto de longitud
- Campeonato de Europa en Berlín (Alemania), 2018, quedando 4ª en salto de longitud
- Campeonato de Europa en Berlín (Alemania), 2018, quedando 4ª en jabalina
- Campeonato del Mundo en Dubai (Emiratos Árabes), 2019, quedando 8ª en salto de longitud
- Campeonato del Mundo en Dubái (Emiratos Árabes), 2019, quedando 9ª en jabalina
- Campeonato de Europa en Bydgoszcz (Polonia), 2021, quedando 4ª en salto de longitud
- Juegos Paralímpicos en Tokio (Japón), 2021, quedando 7ª en salto de longitud
- Grand Prix Handisport Open Paris en París (Francia), 2022, quedando 5º en salto de longitud

### Palmarés nacional
- Campeonato de España Cadete en Alcobendas (Madrid), 2009, quedando 1ª en 100m
- Campeonato de España Juvenil de invierno en Moratalaz (Madrid), 2010, quedando 2ª en 100m
- Campeonato de España de comunidades de invierno en Alhama de Murcia (Murcia), 2010, quedando 2ª en salto de longitud
- Campeonato de España Juvenil de invierno en Moratalaz (Madrid), 2011, quedando 1ª en 100m
- Campeonato de España Juvenil de verano en Majadahonda (Madrid), 2011, quedando 1ª en 100m
- Campeonato de España Juvenil de verano en Majadahonda (Madrid), 2011, quedando 1ª en salto de longitud
- Campeonato de España de comunidades en San Javier (Murcia), 2012, quedando 4ª en salto de longitud
- Campeonato de España de comunidades de verano en Torrent (Valencia), 2013, quedando 1ª en 100m
- Campeonato de España Adaptado en Avilés (Asturias), 2014, quedando 1ª en 100m
- Campeonato de España Adaptado en San Javier (Murcia), 2015, quedando 1ª en 200m
- Campeonato de España Adaptado en Alcorcón (Madrid), 2016, quedando 2ª en salto de longitud
- Campeonato de España Adaptado en Burgos (Burgos), 2017, quedando 1ª en 100m
- Campeonato de España Adaptado en Fuenlabrada (Madrid), 2018, quedando 2ª en salto de longitud
- Campeonato de España Adaptado en Fuenlabrada (Madrid), 2019, quedando 1ª en jabalina
- Campeonato de España Adaptado en Fuenlabrada (Madrid), 2019, quedando 2ª en salto de longitud
- Campeonato de España Adaptado en Sevilla (Sevilla), 2021, quedando 2ª en salto de longitud
- Campeonato de España Adaptado en Sevilla (Sevilla), 2021, quedando 2ª en jabalina
- Campeonato de España Adaptado en Gijón (Asturias), 2022, quedando 2ª en salto de longitud
- Campeonato de España Adaptado en Gijón (Asturias), 2022, quedando 1ª en jabalina